# MJAFT!
MJAFT! (en français : Assez !) est une organisation non gouvernementale albanaise. Elle revendique 8 000 membres et 1 000 bénévoles.
Tout d'abord imaginée à Noël 2002 par Endri Fuga, Erion Veliaj, Marinela (Ina) Lika et Arbjan Mazniku, qui en deviendra le directeur adjoint, elle nait en mars 2003 d'une campagne d'information publique orchestrée par des organisations comme BYL-A (Balkan YouthLink in Albania), ANDA (Albanian National Debate Association) et qui visait a remédier aux problèmes sociaux, économiques et politiques de l'Albanie.